# フェリックス・マガト
ヴォルフガング＝フェリックス・マガト（Wolfgang-Felix Magath, 1953年7月26日 - ）は、ドイツ・バイエルン州アシャッフェンブルク出身の元サッカー選手。サッカー指導者。元西ドイツ代表。現役時代のポジションはミッドフィールダー。

## 経歴

### 選手時代
プエルトリコ出身のアメリカ軍人の父とドイツ人の母との間に生まれる。選手時代はキャリアの大半をハンブルガーSV（HSV）で過ごし、同チームで通算306試合46得点。主に中盤のゲームメーカーとしてプレーした。HSV時代の1983年に行われたUEFAチャンピオンズカップ決勝のユヴェントスFC戦では相手GKの頭上を越える見事なロングシュートで決勝ゴールを決めタイトル獲得に貢献した。その年のバロンドール投票で自己最高の5位を記録した。
1977年より西ドイツ代表としてもプレーし、1982年のワールドカップ・スペイン大会に出場したが、大会後、起用法などへの不満から、代表引退を宣言、再三の復帰への打診があったにも関わらず復帰を固辞していた。その後復帰し、1986年のワールドカップ・メキシコ大会に出場、2大会連続の準優勝に貢献。ワールドカップ出場後引退、代表では43試合3ゴール、ブンデスリーガ1部では通算306試合46ゴール、2部では76試合29ゴールの成績を残した。

### 指導者時代
引退後は古巣HSVを皮切りにドイツ国内の複数のクラブの監督を歴任。2001年から2004年まで率いたVfBシュトゥットガルトでの手腕が認められ、2004-05シーズンより名門バイエルン・ミュンヘンの監督に就任。ブンデスリーガとドイツカップを連覇し、二年連続で二冠を達成するなど輝かしい戦績を収めた。しかし、就任3年目の2006-07シーズンは一転して成績不振に陥り、年が明けた2007年1月31日に解任された。
2007-08シーズンからはVfLヴォルフスブルクの監督兼スポーツディレクターに就任。2年目の2008-09シーズンは後半戦から追い上げをみせ、同クラブを初のリーグ優勝に導いた。
翌2009-10シーズンからはシャルケ04の監督兼スポーツディレクターに就任。就任初年度からリーグ2位の成績を残した。しかし、2010-11シーズンはチャンピオンズリーグでベスト4進出を果たす一方で、国内リーグの成績が低迷し、シーズン途中の2011年3月16日に解任が発表された。
シャルケの監督を解任された翌日の3月17日、再びVfLヴォルフスブルクの指揮を執ることが発表された。契約期間は2013年まで。就任当時チームは降格の危機に瀕していたが、シーズンを15位で終え一部リーグ残留に成功した。しかし翌2012-13シーズンは開幕から1勝2分5敗で最下位と低迷。シーズン途中の10月25日に成績不振を理由に解任された。
2014年2月14日、プレミアリーグで最下位に低迷するフラムFCの監督に就任。自身初のドイツ国外で指揮を執ることになったと同時に、プレミアリーグ初のドイツ人監督となった。だが成績は好転せず、19位に終わり2部へ降格。2014-15シーズンも7試合で勝ち点1の最下位に沈み、9月18日に解任された。
2015年の末には、日本のJリーグ・サガン鳥栖がマガトにオファー。12月上旬には来日して鳥栖と交渉を行ない、一時は就任が合意に達して仮契約を交わしたと報道されたが、その後鳥栖の主力選手が他クラブへ移籍したことなどを理由に翻意。12月31日に、自身のFacebookで鳥栖に断りを入れたことを正式に表明し、日本での指揮は幻に終わった。
2016年6月8日、中国サッカー・スーパーリーグの山東魯能の監督に就任したが、2017年12月1日に同クラブを退団した。
2022年3月14日、降格圏に喘ぐヘルタ・ベルリンの監督に就任した。

## 人物

### 指導方針
スポーツ科学や細かい戦術、選手との対話を重要視せず、数多いドイツ人指導者の中でも際立ってハードなフィジカルトレーニングを課すことで知られている。
モットーは"Qualität kommt von Qual"（「高いクオリティーは苦しみから得られる」）。ドイツでは「マガトは軍隊式のトレーニングを課す」と言われており、早朝からのランニングや綱登り、長距離ダッシュなどのハードな練習を一日三回に渡って行う（三部練習）などはその一例である。VfLヴォルフスブルクで指導を受けた長谷部誠はその練習の厳しさを地獄に例える一方で、非常に鍛えられ好調を維持できたと評している。
2010-11シーズンの最終節でスタメンを外れたことに怒って無断帰宅したジエゴに対しては、「例えチームに残っても起用することはない」という姿勢を明確にした。2011年9月には戦術を無視したとの理由でパトリック・ヘルメス、マリオ・マンジュキッチの両選手にそれぞれ1万ユーロの罰金を科した。また、2012-13シーズン開幕前に移籍を希望したものの結果的に残留することになった長谷部は開幕後から一貫して、シモン・ケアーは数試合を除いてベンチ入りメンバーから外された。

### 日本人コレクター
ドイツのメディアからは日本人コレクターと呼ばれている。日本人を獲得して成功したチームが再び日本人を欲しがることはあるが、個人の監督が複数のクラブで日本人選手を新規で獲得する例はマガトを措いて他にない。マガトが日本人を評価する理由は日本人にはテクニック、走力、規律がバランス良く備わっており、自分の理想とする統率された組織サッカーが出来るからだという。テクニックならブラジル人の方が優れているが規律を嫌うとも、ヨーロッパ人は走力があるが技術が無く、技術のあるヨーロッパ人選手は高価過ぎるとも話している。
日本人選手を高く評価する一方で、大久保嘉人の軽率なプレー（アウトサイドパス、オーバヘッド、ヒールパスなど）に激怒し怒鳴り散らしたことや、ベンチ外にしたこともあった。

### 評価
ドイツサッカーコーチ連盟の副会長を務めているものの、「一昔前の監督」と評価されており、VfLヴォルフスブルク時代に指導を受けた長谷部誠曰く、「マガトさんのやり方は、あの当時でも『かなり古い』と言われていました。」と述べている。しかし2008-2009シーズンに監督に就任したVfLヴォルフスブルクでは、エディン・ジェコやジョズエ、マルセル・シェーファー、長谷部誠といった国際的には無名の若手を次々と抜擢してチームを優勝に導き、“育成型”の監督としての評価を高めた。
猛練習を行うことで有名な国見高校サッカー部出身の大久保嘉人も「練習であれほど走らされたのは国見の部活以来」と言うほど、徹底した走り込みを行いフィジカルを強化する。長谷部誠も「一日・3部練習は当たり前」「永遠に山の中を走らされる」「試合に負けるとグラウンドに呼び出され走らされる」「体育館の天井から吊り下げられた綱に登っては降りるを繰り返しさせられる」といった、ドイツサッカー界で最も厳しいフィジカルトレーニングを課す指導者として有名である。
一方で、シャルケ04で指導を受けたジェフェルソン・ファルファンは「（マガトの課す練習は）軍事的でいい気分ではない、人間性が疑わしい」、アルベルト・シュトライトはマガトにキャリアをつぶされかけたと批判している。

## 監督成績
2016年12月10日現在
| チーム                         | 就任           | 退任           | 成績   | 成績 | 成績 | 成績 | 成績   | 成績   |
| チーム                         | 就任           | 退任           | 試合数 | 勝   | 分   | 負   | 勝率 % | Ref.   |
| ------------------------------ | -------------- | -------------- | ------ | ---- | ---- | ---- | ------ | ------ |
| FCブレーマーハーフェン         | 1992年7月1日   | 1993年6月30日  | 0      | 0    | 0    | 0    | —      |        |
| ハンブルガーSV II              | 1993年7月1日   | 1995年10月5日  | 73     | 25   | 18   | 30   | 034.25 |        |
| ハンブルガーSV                 | 1995年10月5日  | 1997年5月18日  | 69     | 28   | 19   | 22   | 040.58 | [ 30 ] |
| 1.FCニュルンベルク             | 1997年9月1日   | 1998年6月30日  | 29     | 16   | 8    | 5    | 055.17 | [ 31 ] |
| ヴェルダー・ブレーメン         | 1998年10月22日 | 1999年5月10日  | 26     | 9    | 7    | 10   | 034.62 | [ 32 ] |
| アイントラハト・フランクフルト | 1999年12月27日 | 2001年1月29日  | 37     | 15   | 5    | 17   | 040.54 | [ 33 ] |
| VfBシュトゥットガルト          | 2001年2月23日  | 2004年6月30日  | 147    | 73   | 37   | 37   | 049.66 | [ 34 ] |
| バイエルン・ミュンヘン         | 2004年7月1日   | 2007年1月31日  | 131    | 84   | 25   | 22   | 064.12 | [ 35 ] |
| VfLヴォルフスブルク            | 2007年5月31日  | 2009年6月30日  | 85     | 46   | 18   | 21   | 054.12 | [ 39 ] |
| シャルケ04                     | 2009年7月1日   | 2011年3月16日  | 79     | 42   | 16   | 21   | 053.16 | [ 41 ] |
| VfLヴォルフスブルク            | 2011年3月18日  | 2012年10月25日 | 52     | 18   | 10   | 24   | 034.62 | [ 39 ] |
| フラム                         | 2014年2月14日  | 2014年9月18日  | 20     | 4    | 4    | 12   | 020.00 | [ 46 ] |
| 山東魯能泰山                   | 2016年6月8日   | 2017年12月1日  | 54     | 21   | 16   | 17   | 038.89 |        |
| 通算                           | 通算           | 通算           | 769    | 367  | 172  | 230  | 047.72 |        |

## 獲得タイトル

### 選手時代
ハンブルガーSV
- ドイツ・ブンデスリーガ:3回（1978-79、1981-82、1982-83）
- UEFAカップウィナーズカップ:1回（1976-77）
- UEFAチャンピオンズカップ:1回（1982-83）

西ドイツ代表
- UEFA欧州選手権:1回（1980）

キッカー誌ブンデスリーガシーズン最優秀チーム2回（1981-82、1982-83）

### 監督時代
VfBシュトゥットガルト
- UEFAインタートトカップ:1回（2002）

FCバイエルン・ミュンヘン
- ドイツ・ブンデスリーガ:2回（2004-05、2005-06）
- DFBポカール:2回（2004-05、2005-06）
- DFBリーガポカール:1回（2004）

VfLヴォルフスブルク
- ドイツ・ブンデスリーガ:1回（2008-09）

個人
- ドイツ年間最優秀監督：1回（2003、2005、2009）